# Tytus Zienkowicz
Tytus Zienkowicz (ur. 3 stycznia 1835 w Tomaszowie Mazowieckim, zm. 6 stycznia 1888 we Lwowie) – polski działacz niepodległościowy, członek stronnictwa czerwonych, powstaniec styczniowy, naczelnik Warszawy w czasie powstania.

## Życiorys
Po ukończeniu wyższego gimnazjum gubernialnego w Radomiu i uzyskaniu matury w 1853 roku rozpoczął pracę w Komisji Rządowej Spraw Wewnętrznych i Duchownych w Warszawie. Po 10 latach nieprzerwanej pracy awansował do stanowiska Sekretarza Wydziału Przemysłu i Kunsztów. W tym czasie, jako wolny słuchacz, studiował prawo w Szkole Głównej Warszawskiej.
Był młodym kancelistą wydziałowym, gdy w styczniu 1863 roku Stefan Bobrowski powołał go na swojego pomocnika. Po śmierci Bobrowskiego 12 kwietnia 1863 roku został wybrany tymczasowym naczelnikiem Warszawy, jednak nie został członkiem rządu. Wydał kilka odezw, m.in. odezwę z 21 kwietnia zabraniającą nabywania od żołnierzy rosyjskich rzeczy pochodzących z rabunku (również po hebrajsku). Utracił władzę w maju w wyniku którejś ze zmian rządu. 12 czerwca ponownie został tymczasowym naczelnikiem miasta i sprawował ten urząd przez kolejnych kilka tygodni. Udał się do Lwowa, gdzie w zimie 1863 roku był naczelnikiem miasta. Został tam uwięziony, jednak udało mu się zbiec z więzienia za granicę przy pomocy pań:Ludwiny Żerdzińskiej, Felicji Cieszkiewicz i Zofii Romanowicz. 
W latach 1864–1870 pracował jako starszy urzędnik rachunkowy przy kolei lyońskiej w Paryżu. Od 15 marca 1871 roku pracował w galicyjskim Sejmie Krajowym we Lwowie, gdzie wkrótce został mianowany referentem funduszów gminnych do spraw serwitutowych i podatków krajowych. Od maja 1872 roku kierował referatem myt krajowych. Od 1873 roku pracował w Wydziale Krajowym, na co Sejm Krajowy wyraził zgodę specjalną uchwałą, ponieważ Zienkowicz nie miał formalnego wykształcenia prawniczego wymaganego na tym stanowisku.